# Репужинецька сільська рада
Репужине́цька сільська́ ра́да — адміністративно-територіальна одиниця та орган місцевого самоврядування в Заставнівському районі Чернівецької області. Адміністративний центр — село Репужинці.

## Загальні відомості
- Населення ради: 1 936 осіб (станом на 2001 рік)

## Населені пункти
Сільській раді підпорядковані населені пункти:
- с. Репужинці

## Склад ради
Рада складається з 16 депутатів та голови.
- Голова ради: Остафійчук Іван Петрович
- Секретар ради: Палій Ольга Григорівна

### Керівний склад попередніх скликань
| Прізвище, ім'я, по батькові | Основні відомості                                                 | Дата обрання | Дата звільнення |
| --------------------------- | ----------------------------------------------------------------- | ------------ | --------------- |
| Остафійчук Іван Петрович    | Сільський голова, 1954 року народження, освіта вища               | 26.03.2006   | 31.10.2010      |
| Остафійчук Іван Петрович    | Сільський голова, 1954 року народження, освіта вища, безпартійний | 31.10.2010   |                 |

Примітка: таблиця складена за даними сайту Верховної Ради України

### Депутати
За результатами місцевих виборів 2010 року депутатами ради стали:

#### За суб'єктами висування
| Суб'єкт висування | Кількість обраних депутатів | %   |
| ----------------- | --------------------------- | --- |
| Самовисування     | 16                          | 100 |

#### За округами
| № округу | Прізвище, ім'я, по батькові  | Дата визнання обраним | Освіта  | Партійна приналежність                | Відомості про обраного депутата                                           |
| -------- | ---------------------------- | --------------------- | ------- | ------------------------------------- | ------------------------------------------------------------------------- |
| 1        | Смук Євген Петрович          | 03.11.2010            | вища    | позапартійний                         | Репужинецька сільська рада, головний бухгалтер                            |
| 2        | Никоряк Марія Георгіївна     | 03.11.2010            | вища    | позапартійна                          | ТОВ «Україна», економіст                                                  |
| 3        | Шумський Юрій Михайлович     | 03.11.2010            | вища    | позапартійний                         | Репужинецький навчально-виховний комплекс, вчитель фізичної культури      |
| 4        | Орза Андрій Степанович       | 03.11.2010            | вища    | позапартійний                         | приватний підприємець                                                     |
| 5        | Никоряк Володимир Степанович | 03.11.2010            | вища    | член Політичної партії «Наша Україна» | Хрещатинський навчально-виховний комплекс, вчитель фізичної культури      |
| 6        | Никоряк Ганна Федорівна      | 03.11.2010            | вища    | позапартійна                          | Репужинецький навчально-виховний комплекс, вчитель                        |
| 7        | Лучик Марія Юліанівна        | 03.11.2010            | вища    | позапартійна                          | Репужинецький навчально-виховний комплекс, вчитель                        |
| 8        | Палій Ольга Григорівна       | 03.11.2010            | середня | позапартійна                          | Репужинецька сільська рада, секретар виконкому                            |
| 9        | Ревуцькі Галина Степанівна   | 03.11.2010            | середня | позапартійна                          | Ощадбанк, касир                                                           |
| 10       | Никоряк Петруся Михайлівна   | 03.11.2010            | середня | позапартійна                          | Репужинецька сільська рада, спеціаліст землевпорядник                     |
| 11       | Мудрей Василь Петрович       | 03.11.2010            | вища    | позапартійний                         | приватний підприємець                                                     |
| 12       | Никоряк Степан Вікторович    | 03.11.2010            | вища    | позапартійний                         | тимчасово не працює                                                       |
| 13       | Остафійчук Марія Миколаївна  | 03.11.2010            | середня | позапартійна                          | Репужинецька амбулаторія загальної практики — сімейної медицини, фельдшер |
| 14       | Мойсюк Алла Юліанівна        | 03.11.2010            | вища    | позапартійна                          | Репужинецька сільська рада, завідувач військово-облікового столу          |
| 15       | Бабій Пилип Петрович         | 03.11.2010            | середня | позапартійний                         | приватний підприємець                                                     |
| 16       | Вагнер Марія Петрівна        | 03.11.2010            | вища    | позапартійна                          | Репужинецький навчально-виховний комплекс, завуч                          |

## Населення
Згідно з переписом УРСР 1989 року чисельність наявного населення сільської ради становила 2648 осіб, з яких 1202 чоловіки та 1446 жінок.
За переписом населення України 2001 року в сільській раді мешкали 1932 особи.

### Мова
Розподіл населення за рідною мовою за даними перепису 2001 року:
| Мова       | Відсоток |
| ---------- | -------- |
| українська | 99,48 %  |
| російська  | 0,41 %   |
| молдовська | 0,10 %   |